# Statistika cestovního ruchu

Rostoucí počet návštěvníků Maroka ze zahraničí.

Statistika cestovního ruchu se zabývá získáváním, zpracováním, analýzou a interpretací statistických dat z oblasti cestovního ruchu a cestování. Především poskytuje údaje o objemu cestovního ruchu, o jeho charakteristikách, o profilu účastníků cestovního ruchu, výdajích v rámci cestovního ruchu a o přínosech cestovního ruchu pro národní hospodářství.[zdroj?]
Cestovní ruch je mezinárodně definován jako činnost osob cestujících do míst a pobývajících v místech mimo své obvyklé prostředí po dobu kratší než jeden ucelený rok, za účelem trávení volného času, obchodu a za jinými účely nevztahujícími se k činnosti, za kterou jsou z navštíveného místa odměňováni.[zdroj?]
Do oblasti statistiky cestovního ruchu patří rovněž tvorba metodiky statistických zjišťování a jejich zpracování. Zaměřuje se rovněž na zajištění srovnatelnosti statistických informací ve vnitrostátním i mezinárodním měřítku.
Získané výsledky slouží potřebám veřejné správy, soukromé sféry i odborné veřejnosti na národní i regionální úrovni. Jsou důležité pro účely aktivní investiční politiky státu v oblasti cestovního ruchu a také pro podporu podnikání a zaměstnanosti v administrativně nižších územních celcích. Statistika cestovního ruchu je proto jedním z nezbytných podkladů pro rozhodování všech subjektů v oblasti cestovního ruchu. 
V České republice koordinaci této statistiky zajišťuje Český statistický úřad. Posláním ČSÚ je zároveň plnit ustanovení evropské legislativy, stejně jako mezinárodní doporučení týkající se statistiky cestovního ruchu, zejména pak Nařízení EU 692/2011 o evropské statistice cestovního ruchu.
ČSÚ zjišťuje a poskytuje údaje především v těchto klíčových oblastech:
- Statistické šetření v hromadných ubytovacích zařízeních (kapacitní ukazatele a návštěvnost + spravování databáze těchto zařízení).
- Výběrové šetření cestovního ruchu (informace o domácích i zahraničních cestách českých domácností).
- Tvorba satelitního účtu cestovního ruchu a modulu zaměstnanosti cestovního ruchu.